# Sophia Grace & Rosie
Sophia Grace Brownlee (Essex, Inglaterra, 18 de abril de 2003) y su prima Rosie Grace McClelland  (Essex, Inglaterra, 7 de septiembre de 2006) forman Sophia Grace & Rosie, un dúo de cantantes, actrices y celebridades de Internet. Rápidamente ganaron popularidad al hacer apariciones regulares en The Ellen DeGeneres Show , después de publicar una versión de la canción de Nicki Minaj "Super Bass" que se hizo popular en YouTube. El vídeo se publicó en YouTube en septiembre de 2011 y ha obtenido más de 55 millones de visitas hasta mayo de 2022.

## The Ellen DeGeneres Show
Fueron invitadas por primera vez a The Ellen DeGeneres Show en octubre de 2011, después de que DeGeneres viera su versión de "Super Bass" en YouTube. Las niñas, que entonces tenían ocho y cinco años, se convirtieron en miembros recurrentes del elenco del programa. Las chicas finalmente presentaron su propio segmento, llamado "Tea Time with Sophia Grace & Rosie". En el segmento, el dúo invitó a invitados a tomar el té y los entrevistó. Los invitados incluyeron a Miley Cyrus , Taylor Swift , Katy Perry , Hugh Grant , Julie Bowen , Harry Connick Jr , LL Cool J , Justin Bieber y Reese Witherspoon . El segmento le valió a Sophia Grace y Rosie el premio "Choice Webstar" en los Teen Choice Awards 2012 . También fueron corresponsales durante eventos de alfombra roja, como los Premios Grammy , los American Music Awards , los Billboard Music Awards y los MTV Video Music Awards .
Grace y McClelland reaparecieron en Ellen en mayo de 2022, su primera aparición en el programa en más de 6 años, donde interpretaron "Super Bass" juntas nuevamente, discutieron los antecedentes detrás de la viralización, los planes para el futuro y sus nuevos lanzamientos musicales.

## Otras apariciones en cine y televisión

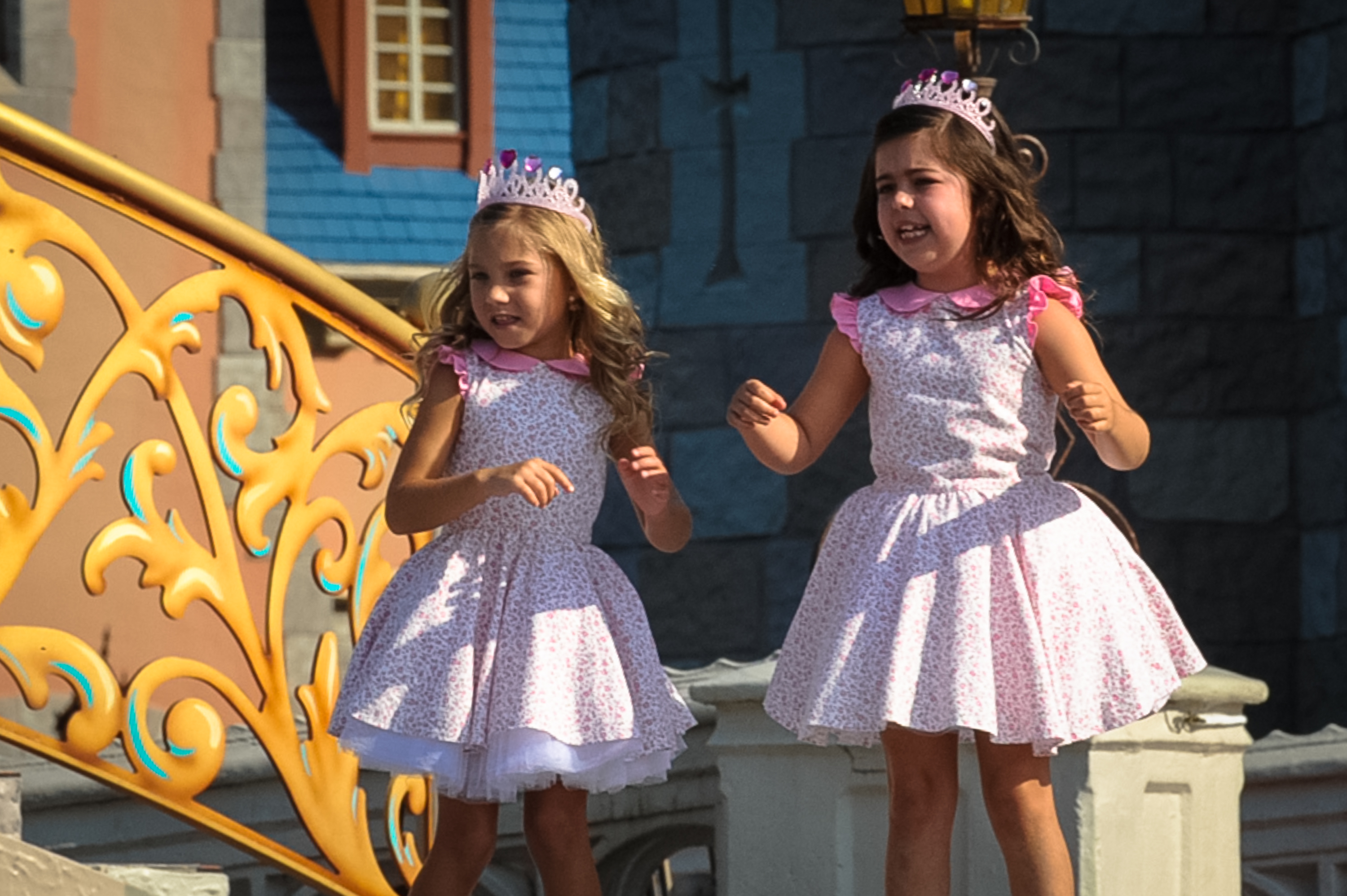
Actrices y cantantes Sophia Grace Brownlee y Rosie McClelland en el Magic Kingdom en 2013.

Ambas aparecieron en dos episodios de Sam & Cat, el tercer episodio ("#TheBritBrats") y el undécimo episodio ("#RevengeOfTheBritBrats").  A principios de agosto de 2013, los representantes de Sophia Grace anunciaron que había sido elegida como Caperucita Roja en la adaptación cinematográfica de Disney de Into the Woods.  El anuncio de su casting, que nunca fue confirmado por Disney, fue criticado como "un truco" y generó preocupación debido a su edad y los matices sexuales presentes entre Caperucita Roja y el Lobo.  El 16 de septiembre de 2013, el sitio web BroadwayWorld anunció que la película había "iniciado la producción la semana pasada" con la estrella de Broadway Lilla Crawford interpretando a Little Red.Después de que se anunció la lista de actores de la película, Dominic Brownlee explicó que su hija se había retirado de la película y dijo: "Después de una cuidadosa consideración, nosotros, como padres, sentimos, a medida que avanzaban los ensayos, que ella era demasiado joven para este papel.Fue una decisión conjunta".  entre nosotros y el director y productor de Into the Woods, para retirar a Sophia Grace de la película".Sophia Grace y Rosie protagonizaron juntas la película de 2014 Sophia Grace & Rosie's Royal Adventure dirigida por Brian Levant.  La película se lanzó directamente en DVD y fue producida por Nickelodeon.  Según TMZ, a Sophia Grace le pagaron alrededor de 50.000 dólares por la película;  un acuerdo de cinco películas firmado por las primas establece que la mayor ganará 75.000 dólares si se lanzan una segunda y una tercera entrega, y 100.000 dólares cada una para una posible cuarta y quinta entrega.
En 2017, Sophia Grace comenzó a actuar como juez en la serie de telerrealidad de The Toy Box.  Sin embargo, ella no regresó para la segunda temporada.

## Libros
El dúo ha publicado dos libros de cuentos ilustrados. El primer libro, titulado Tea Time with Sophia Grace & Rosie , se publicó el 1 de febrero de 2013. Debutó en el puesto número 2 en la lista de libros ilustrados para niños más vendidos del New York Times , sólo superado en ventas por Emeraldalicious (Pinkalicious) de Victoria Kann . El segundo libro, Show Time con Sophia Grace & Rosie , se publicó el 25 de marzo de 2014 y también recibió un éxito comercial y de crítica, al igual que su predecesor. Ambos libros fueron escritos por las niñas e ilustrados por Shelagh McNicholas. Fueron publicados por Orchard Books .

## Muñecas cantarinas
En abril de 2014, Just Play lanzó un paquete de dos muñecas que contenía dos muñecas de Sophia Grace y Rosie. Se vendieron exclusivamente en las tiendas Walmart durante el primer mes, hasta que estuvieron disponibles en Claire's en mayo. Just Play se asoció con las niñas para producir su propio juguete inspirado en su amor por los disfraces, la música, las muñecas y más. Las muñecas presentan a las dos niñas vestidas con sus característicos tutús y tiaras de color rosa intenso. Cada muñeca es totalmente articulada y viene con un micrófono, calcetines con volantes y zapatos a juego. La muñeca interpreta a la verdadera Sophia Grace cantando " Super Bass " de Nicki Minaj, cuando se presiona el vientre de la muñeca.

## Vidas personales
En octubre de 2022, Sophia Grace, que entonces tenía 19 años, anunció que estaba embarazada de cinco meses. Su hijo nació el 26 de febrero de 2023.

## Discografía
| Sophia Grace |                           |                         |          |
| Año          | Canción                   | Artista(s)              | Duración |
| 2013         | Girls just gotta have fun | Sophia Grace            | 3:34     |
| 2014         | Best Friends              | Sophia Grace            | 3:53     |
| 2016         | Girl in the mirror        | Sophia Grace y Silentó  | 3:58     |
| 2017         | Hollywood                 | Sophia Grace            | 3:00     |
| 2017         | Got 2 be                  | Sophia Grace            | 2:54     |
| 2017         | UK girl                   | Sophia Grace            | 3:20     |
| 2017         | Why U mad                 | Sophia Grace            | 2:48     |
| 2018         | Number 1                  | Sophia Grace, AJ y Deno | 3:25     |
| 2018         | Can't sleep               | Sophia Grace            | 3:41     |
| 2019         | My zone                   | Sophia Grace            | 2:56     |
| 2022         | Little Things             | Sophia Grace y Sav      | 2:34     |
| Rosie        |                           |                         |          |
| 2018         | Handstand                 | Rosie                   | 3:06     |
| 2019         | LaLa                      | Rosie                   | 3:23     |
| 2020         | Tik Tok                   | Rosie                   | 3:23     |
| 2020         | Girls                     | Rosie                   | 2:38     |
| 2021         | Throw it away             | Rosie                   | 2:48     |
| 2021         | Ready For Love            | Rosie                   | 3:13     |
| 2022         | Safe in your love         | Rosie                   | 2:53     |
| 2023         | Hurts so good             | Rosie                   | 3:22     |